# Panamazonia

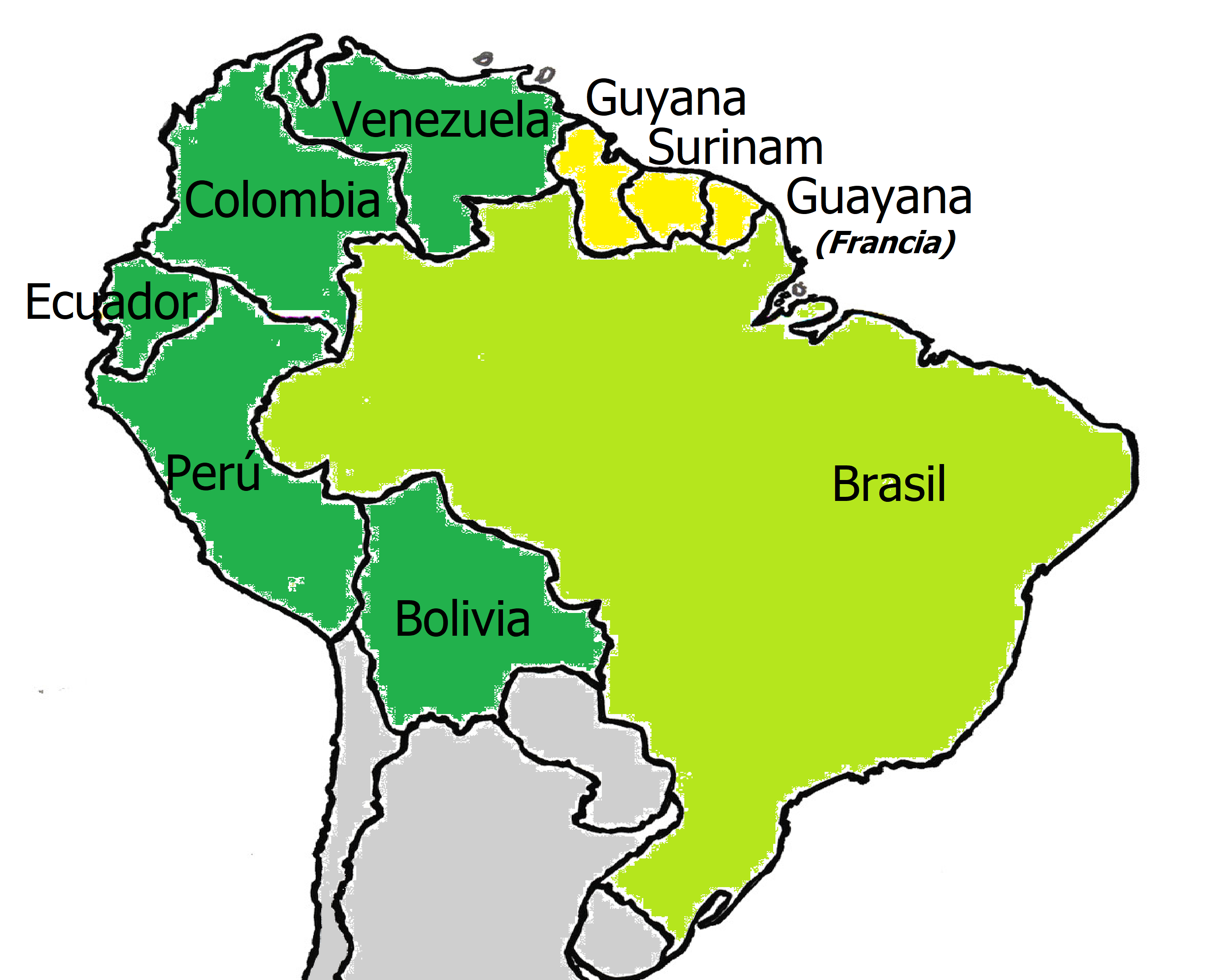
Naciones que se consideran países pan-amazónicos de acuerdo a su grupo catalogado por la Organización del Tratado de Cooperación Amazónica (OTCA)
----
Andino-amazónicos
Guayanas
Brasil

La panamazonia o pan-amazonía es un término político que describe dos conceptos referentes a la selva amazónica de América del Sur, por un lado la unión de los pueblos amazónicos para el cuidado del medio ambiente y por otro la relación política entre las naciones que comparten la amazonia.
El primer uso del término de forma política se dio por la Organización del Tratado de Cooperación Amazónica (OTCA) en la que los mismos países se definen como países pan-amazónicos, según el OTCA estos países panamázonicos se dividen en tres grandes grupos: los andino-amazónicos (Venezuela, Colombia, Ecuador, Perú y Bolivia), las Guayanas (Guyana, Surinam y la Guayana Francesa) y el mismo Brasil.
En los años 1940 hubo un esfuerzo para la creación del Instituto Internacional de la Hilea Amazónica. El delegado ecuatoriano Rafael Alvarado, en 1947, manifestó preferencia por la expresión Instituto Internacional Amazónico y solicitó un parecer al exministro de las Relaciones Exteriores de Brasil João Neves da Fontoura, quien consideró más apropiada la denominación Instituto Pan-Amazónico (NUNES, Paulo Henrique Faria. A institucionalização da Pan-Amazônia. Curitiba: Prismas, 2018, p. 196) 
Fue la propia OTCA quién incluyó a Guayana Francesa dentro de la panamazonia de forma simbólica, este territorio de ultramar pertenece a Francia, por lo que la nación europea también es considerada un país panamazónico.
La Asociación Latinoamericana de Educación Radiofónica (ALER) tiene un programa llamado Red Panamazónica para servir a pueblos amerindios amazónicos.
La Compañía de Jesús y Caritas Internationalis también utilizan el término panamazonía para describir a la masa de fieles católicos de la selva amazónica.

Regiones de la panamazonia
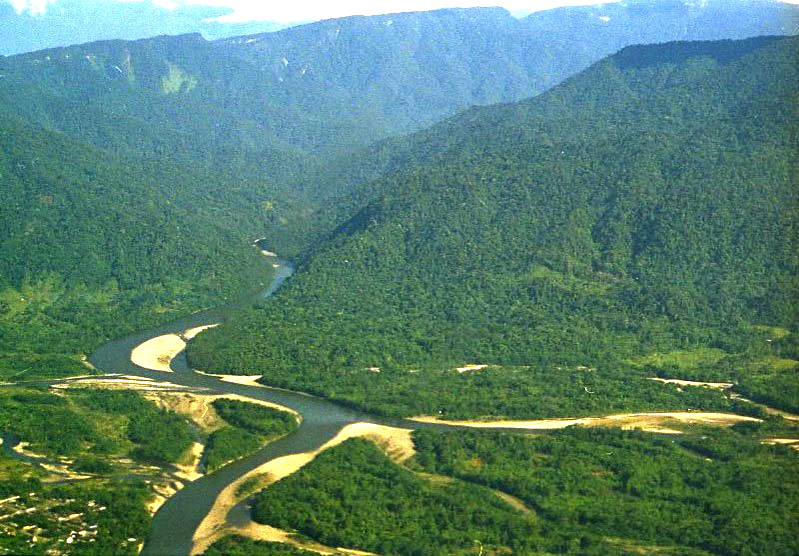
Amazonia de Colombia
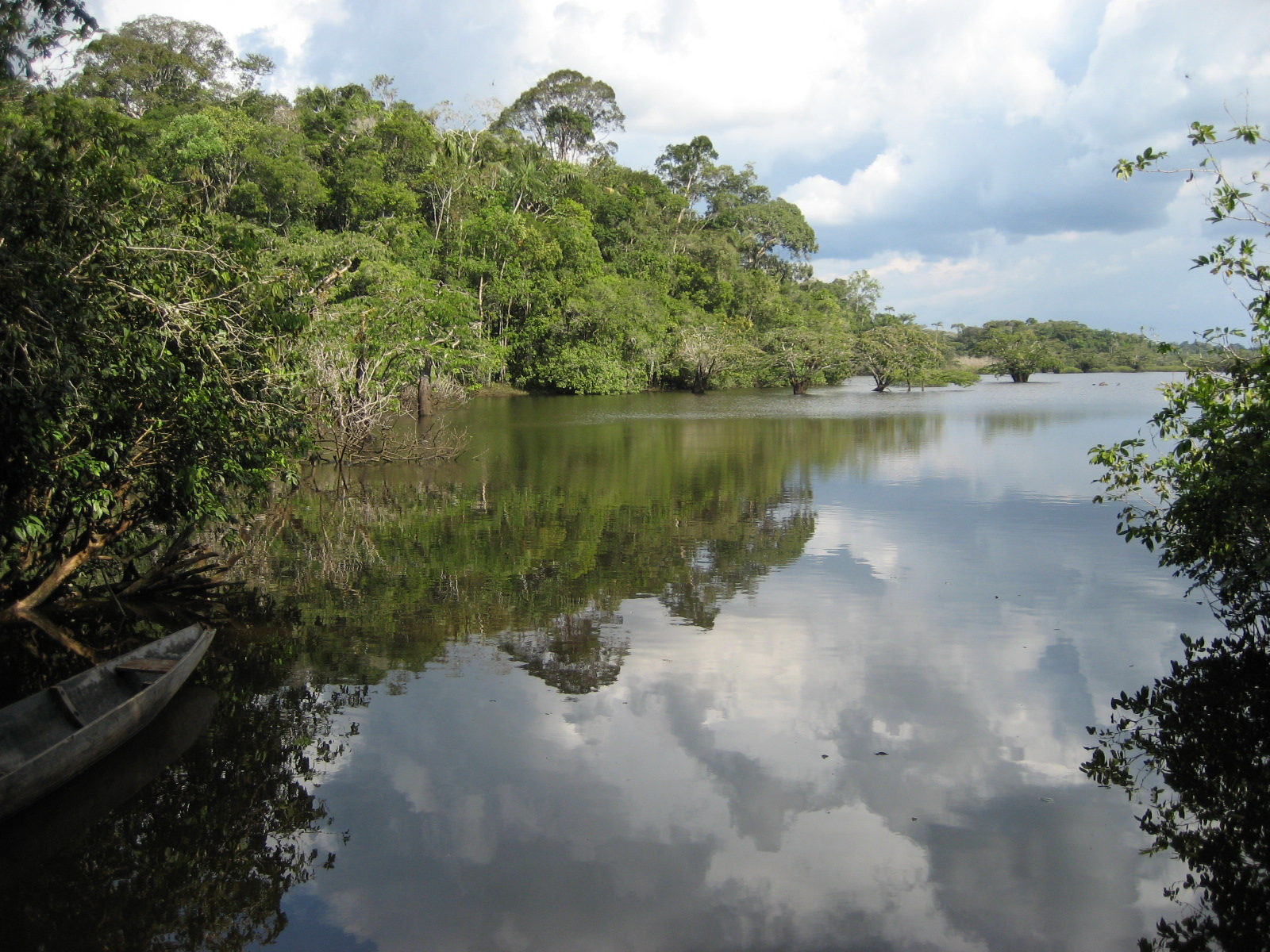
Amazonia de Ecuador
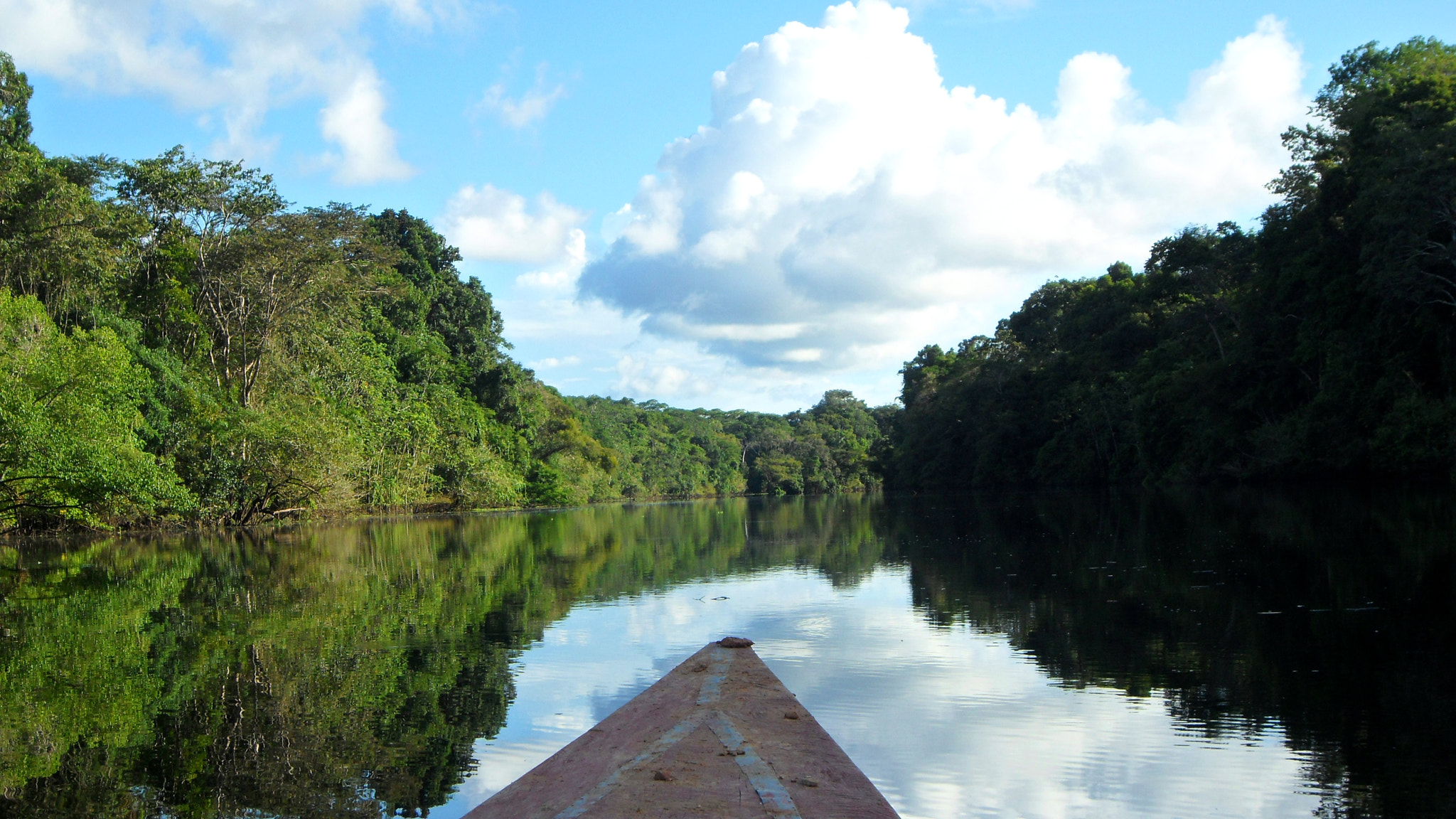
Amazonia de Perú
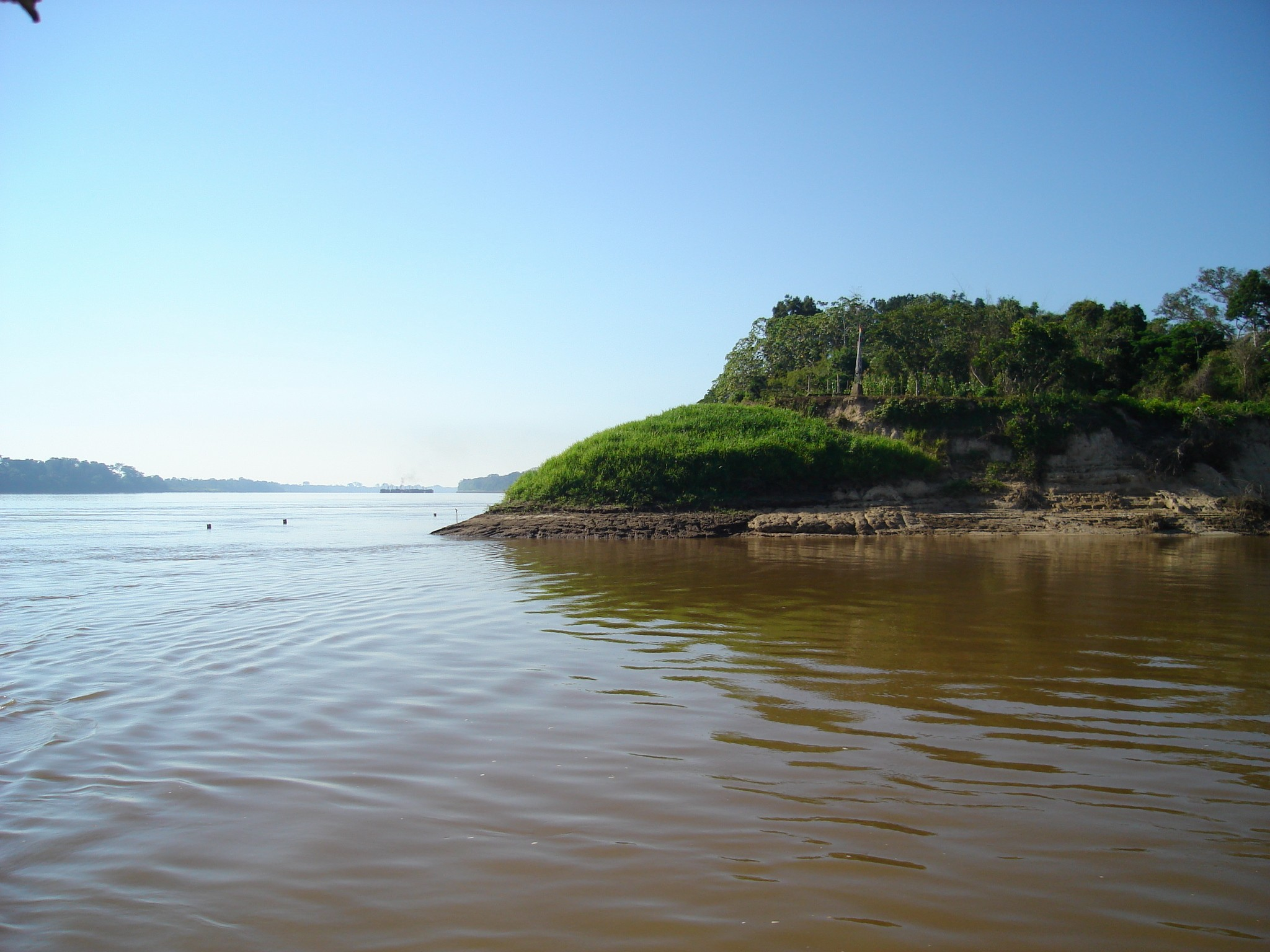
Amazonia de Bolivia
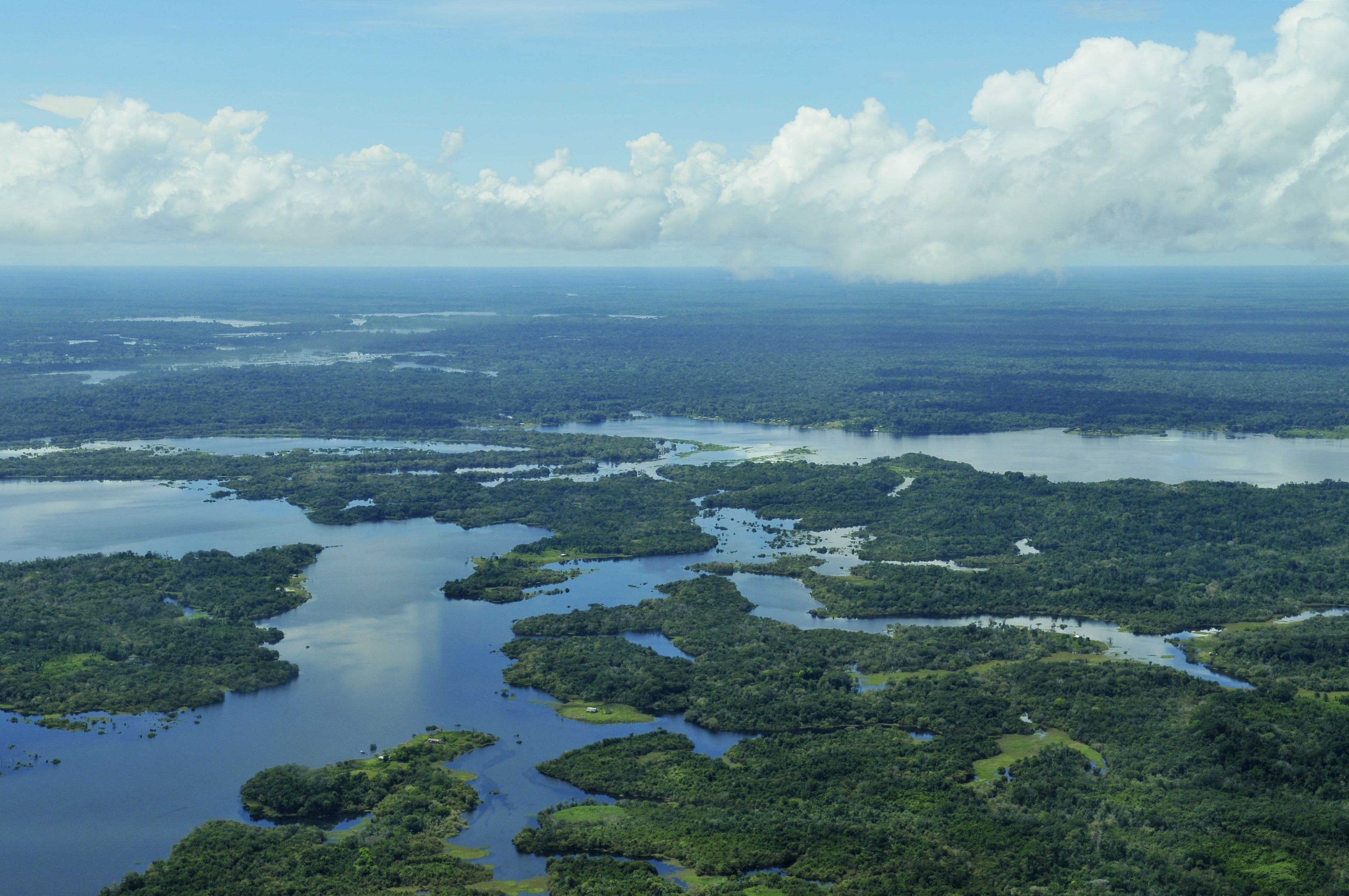
Amazonia de Brasil
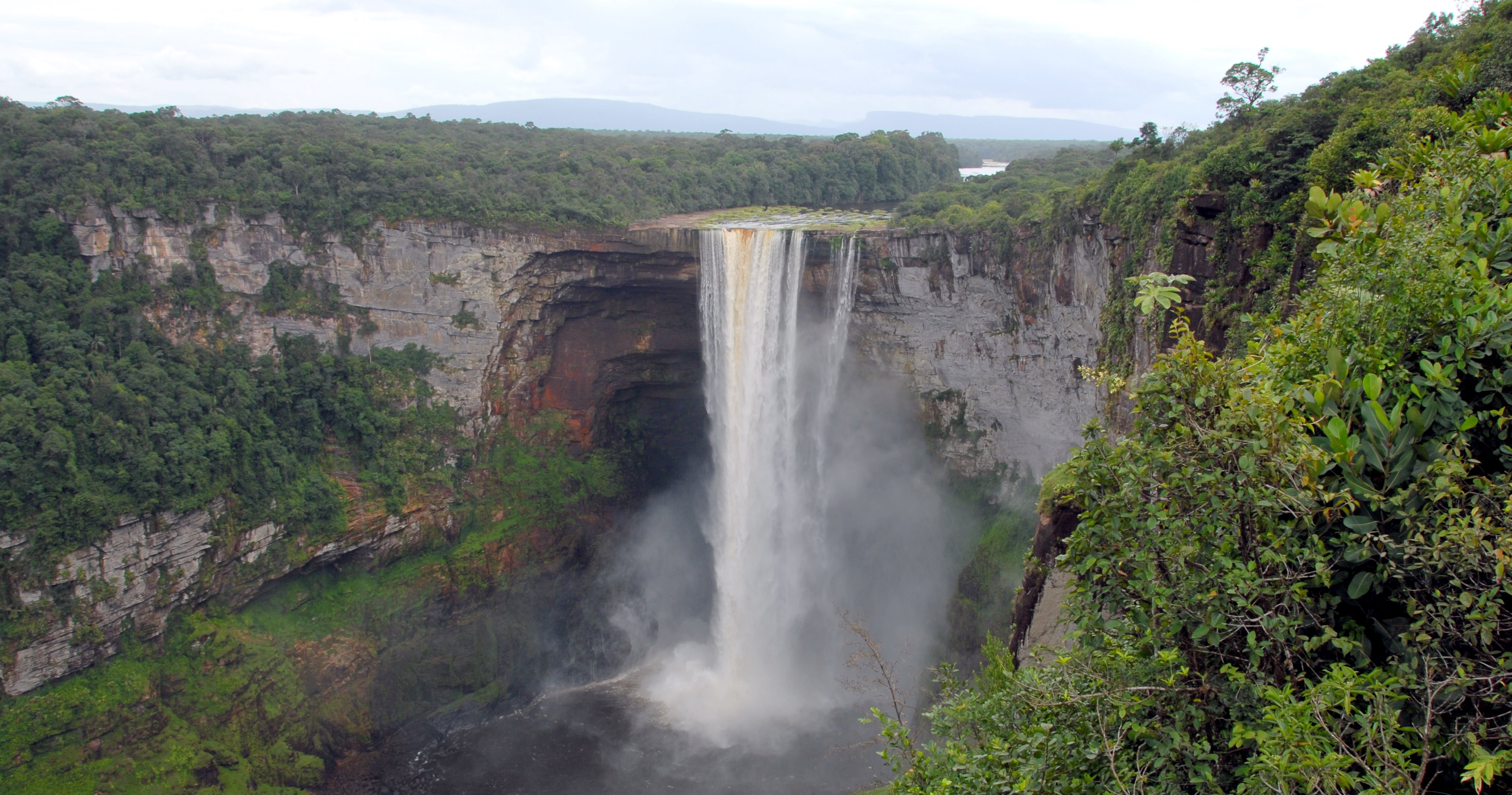
Amazonia de Guyana
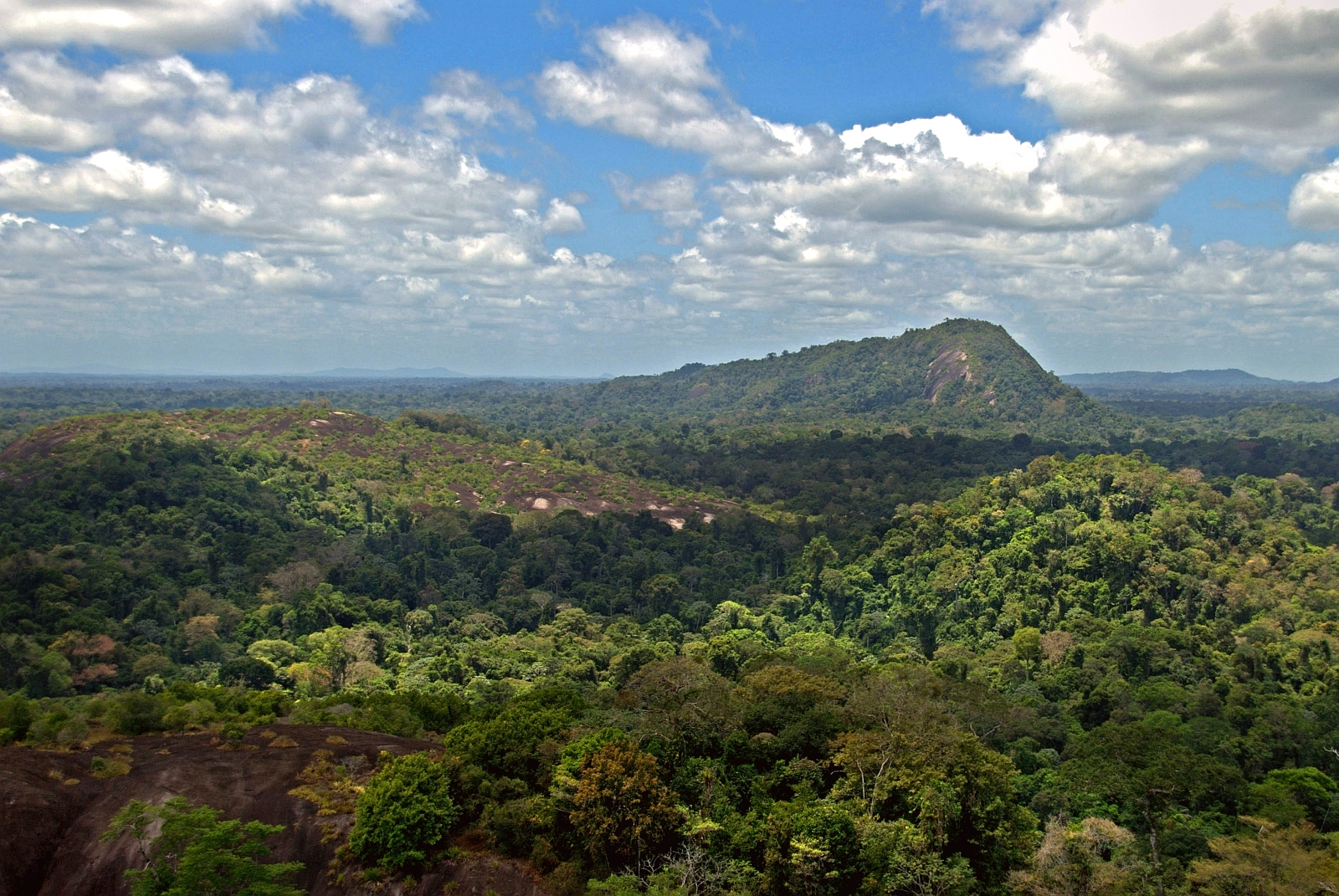
Amazonia de Surinam
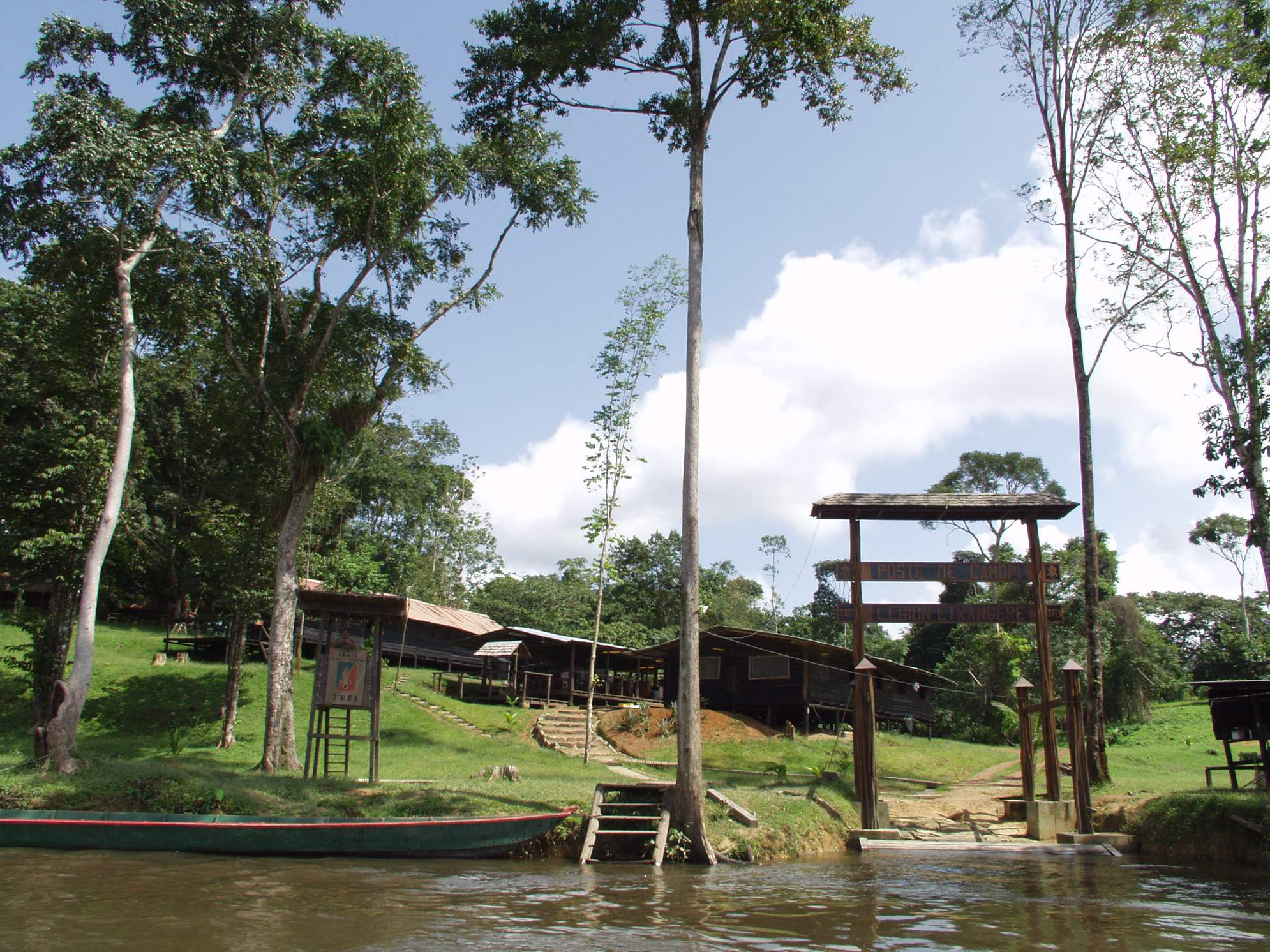
Amazonia de la Guayana Francesa